# Kristian III av Pfalz-Zweibrücken
Kristian III av Pfalz-Zweibrücken (tyska: Christian III.), född 7 november 1674 i Strasbourg, död 3 februari 1735 i Zweibrücken, var en regerande hertig av Pfalz-Zweibrücken från 1731 fram till sin död.

## Biografi
Kristian III var son till Kristian II av Pfalz-Zweibrücken-Birkenfeld, den ende sonen som överlevde barndomen. 1697 påbörjade han sin militära yrkesbana i den franska armén. 1699 ärvde han grevskapet Rappoltstein från sin mor. 1708 utmärkte han sig i slaget vid Oudenaarde, en del av Spanska tronföljdskriget.
1731 ärvde han Hertigdömet Pfalz-Zweibrücken efter frånfället av den svenskfödde Gustav av Pfalz-Zweibrücken, Kristian III:s brylling på fädernet, som saknade egna bröstarvingar. Innan sin död 1733 bekräftades Kristians ättlingars arvsrätt till hertigdömet i ett traktat med kurfursten Karl III Filip av Pfalz.

### Familj
Kristian III gifte sig 1719 i Lorentzen med Karoline av Nassau-Saarbrücken och fick fyra barn med henne:
1. Karolina av Birkenfeld-Zweibrücken (1721-1774), gift 1741 med Ludvig IX av Hessen-Darmstadt
2. Kristian IV av Pfalz-Zweibrücken (1722-17759, morganatiskt giftermål 1751 med Marianne Camasse
3. Fredrik Mikael av Zweibrücken-Birkenfeld (1724-1767), gift 1746 med Maria Franziska av Pfalz-Sulzbach
4. Kristina Henrietta av Pfalz-Zweibrücken (1725-1816), gift 1741 med Karl August av Waldeck och Pyrmont